# Mächte des Lichts
Mächte des Lichts (Originaltitel: Sorceress; Alternativtitel: Die Mächte des Lichts, Sorceress – Die Mächte des Lichts) ist ein US-amerikanisch-mexikanischer Fantasyfilm von Regisseur Jack Hill aus dem Jahr 1982. Es handelte sich um Jack Hills letzten Film. Er zog später seinen Namen zurück und wird im Vor- und Abspann als „Brian Stuart“ aufgeführt.

## Handlung
Der Zauberer Traigon will sein Erstgeborenes opfern, um die Gunst des Gottes Caligara zu erlangen. Die Mutter jedoch hat andere Pläne und flieht. Als Traigon sie findet und ihre Beschützer tötet, muss er feststellen, dass es sich um Zwillinge handelt. Die Mutter verrät ihm nicht, bei welchem der beiden Mädchen es sich um das Erstgeborene handelt. Die Opferung des falschen Kindes hätte jedoch gegenteilige Folgen. Der Krieger Krona besiegt Traigon, der jedoch drei Leben hat und in 20 Jahren wiederkehrt. Krona nimmt die Kinder an sich und versteckt sie bei einer Bauernfamilie. Sie werden als Söhne aufgezogen und zu Kriegern erzogen.
20 Jahre später wird Traigon wieder zum Leben erweckt und macht sich auf die Suche nach den beiden Zwillingen, die bekannt sind als die „Zwei, die eins sind“. Der Barbar Baldar sowie Pando nehmen sich der beiden an und treffen in der Stadt auf den Barbaren Erlick. Doch Traigon gelingt es, der Erstgeborenen Mara habhaft zu werden. Auch Erlick wird gefangen genommen. Beide werden willenlos gemacht und verheiratet, um den Effekt des Rituals noch weiter zu erhöhen.
Baldar, Pando und Mira eilen jedoch zur Rettung, und in einer großen Schlacht können sie Traigon und seine Schergen besiegen. Dazu rufen sie gemeinsam das magische Wort „Vital“, das die Mächte des Lichts beschwört. Traigon wird schließlich ein zweites Mal getötet. Am Ende nimmt Erlick beide Frauen zur Partnerin.

## Hintergrund
Die Idee zu dem Film kam Roger Corman, als er den Erfolg von Conan der Barbar (1982) sah. So kam ihm die Idee, selbst ins Genre des Barbarenfilms einzusteigen. Daher forderte er von Jim Wynorski ein Drehbuch, das dieser innerhalb von sieben Tagen verfasste.
Dem Film ging ein Multi-Film-Deal von Roger Corman mit der lateinamerikanischen Filmproduktionsgesellschaft Corporación Nacional Cinematográfica (CONACINE) voraus, die sich an den Kosten der 4,5 Millionen US-Dollar-Produktion beteiligte. Darüber hinaus beteiligte sich auch die britische Hemdale Film Corporation an der Finanzierung, der Name wurde jedoch nicht im Vorspann genannt. Regisseur Jack Hill, der Jahre vorher durch einige Blaxploitation-Klassiker auf sich aufmerksam machte, hatte seit Die Bronx-Katzen (1975) keinen Film mehr gedreht. Er erhoffte sich durch die Regie einen Durchbruch in das Mainstream-Geschäft, insbesondere da Cormans Special-Effetct-Firma an namhaften Produktionen wie Die Klapperschlange (1981) beteiligt war. Er schrieb auch Teile des Drehbuchs, das jedoch später alleine Jim Wynorski zugeschrieben wurde.
Doch während der Dreharbeiten in Mexiko stellten sich verschiedene Probleme ein. Unter anderem bekamen sich die beiden Hauptdarstellerinnen in die Haare und ein Teil des Equipments wurde für die Dreharbeiten zum Science-Fiction-Film Der Wüstenplanet (1984) entwendet. Corman nahm schließlich den Endschnitt vor und kürzte den Film von 100 Minuten auf etwa 80 Minuten ein. Dementsprechend zog Hill seinen Namen vom Projekt zurück. Als Regisseur wurde schließlich „Brian Stuart“ angegeben, dabei handelte es sich um ein Pseudonym, das aus den Vornamen der beiden Söhne von Corman bestand. Es sollte nicht nur die letzte Zusammenarbeit zwischen Corman und Hill sein, sondern auch die letzte Regiearbeit von Hill insgesamt bleiben.
Der Filmscore stammt tatsächlich zu einem Großteil aus dem Film Sador – Herrscher im Weltraum (1980) und wurde von James Horner komponiert, ohne dass er an irgendeiner Stelle des Films genannt wurde. Teile der Bauten stammen aus der Kulisse des Films Zorro mit der heißen Klinge (1981) von Peter Medak.
Der Film wurde schließlich in den Vereinigten Staaten am 1. Oktober 1982 veröffentlicht. Der Film spielte im Box Office lediglich 4.210.405 US-Dollar ein und floppte damit an den Kinokassen. In Deutschland erfuhr der Film am 15. April 1983 seine Kinoauswertung und wurde später auf VHS veröffentlicht. Lange Jahre wurde er nicht mehr aufgelegt. DVD und Blu-Ray erschienen dann 2017 in einer von der FSK ab 16 Jahren freigegebenen Version. Am 14. September 2018 wurde der Film in der Reihe Die schlechtesten Filme aller Zeiten (Schlefaz) auf Tele 5 ausgestrahlt.

## Kritiken
Nicht nur finanziell floppte der Film, er wurde auch von der Kritik wenig positiv bewertet. So schrieb die Filmzeitschrift Cinema: „Schundfilmer Jim Wynorski (Piranhaconda) verzapfte das Drehbuch, Jack Hill stotterte es als Regisseur herunter. […] Mittelalter-Haue mit wackelnden Brüsten.“ Der Film wurde 2004 in die Filmdokumentation The 50 Worst Films Ever Made aufgenommen.
Als Trashfilm fand er in den letzten Jahren sein Publikum. So bewertete Haiko Herden in seinem Filmlexikon den Film als „Eine echte Perle des aufkommenden Fantasy- und Barbarenfilms der damaligen Zeit.“ Markus Haage von der Fanseite Neon-Zombies spricht ebenfalls wohlwollend über den Film: „Eine Schande – ist Mächte des Lichts doch einer der größten Bomben, die in einem VideoRecorder (respektive DVD-/Blu-ray-Player) explodieren kann. Und diese Bombe fetzt alles weg – insbesondere euer Gehirn. Falls durch vorangegangene Corman-Filme nicht schon lange lobotomiert.“